# Łowecz (gmina)
Łowecz (bułg. Община Ловеч) – gmina w północnej Bułgarii, w obwodzie Łowecz.

## Miejscowości
Miejscowości wchodzące w skład gminy Łowecz:
- Abłanica (bułg.: Aбланица)
- Aleksandrowo (bułg.: Александрово)
- Bachowica (bułg.: Баховица)
- Brestowo (bułg.: Брестово)
- Byłgarene (bułg.: Българене)
- Chlewene (bułg.: Хлевене)
- Czawdarci (bułg.: Чавдарци)
- Dewetaki (bułg.: Деветаки)
- Dojrenci (bułg.: Дойренци)
- Drenow (bułg.: Дренов)
- Dybrawa (bułg.: Дъбрава)
- Goran (bułg.: Горан)
- Gorno Pawlikene (bułg.: Горно Павликени)
- Gostinja (bułg.: Гостиня)
- Izworcze (bułg.: Изворче)
- Jogław (bułg.: Йоглав)
- Kazaczewo (bułg.: Казачево)
- Kykrina (bułg.: Къкрина)
- Lesznica (bułg.: Лешница)
- Lisec (bułg.: Лисец)
- Łowecz (bułg.: Ловеч) – siedziba gminy
- Malinowo (bułg.: Малиново)
- Prełom (bułg.: Прелом)
- Presjaka (bułg.: Пресяка)
- Radjuwene (bułg.: Радювене)
- Skobelewo (bułg.: Скобелево)
- Sliwek (bułg.: Сливек)
- Słatina (bułg.: Слатина)
- Sławjani (bułg.: Славяни)
- Smoczan (bułg.: Смочан)
- Sokołowo (bułg.: Соколово)
- Stefanowo (bułg.: Стефаново)
- Tepawa (bułg.: Тепава)
- Umarewci (bułg.: Умаревци)
- Władinja (bułg.: Владиня)